# Lucien Meyrel
Lucien Meyrel (né le 13 avril 1914 à Paris 13e, où il est mort le 31 mai 1939) est un comédien de théâtre français.

## Biographie
Il y a peu d'informations disponibles sur les débuts artistiques de Lucien Meyrel. Il semble d'après deux articles de presse conservés à la Bibliothèque nationale de France qu'il ait fait partie, dès juin 1938, de l'école de théâtre de Raymond Rouleau, fondée avec Julien Bertheau.
Il rencontre la comédienne Agnès Capri à ce moment-là qui lui propose de faire partie de sa troupe lors de la création de son premier Cabaret-Théâtre qui ouvre le 20 décembre 1938. Lucien Meyrel présente alors des numéros d'imitations, en particulier de Jean Cocteau. Il meurt accidentellement alors qu'il avait 24 ans, début juin 1939. Il jouera au cabaret Chez Agnès Capri jusqu'à sa disparition.
Dans Le Figaro du 4 juin 1939, André Warnod écrit, après la mort accidentelle de Lucien Meyrel :  « C'était un tout jeune comédien, très long, très grand, très blond. Il meurt à 24 ans. Il avait joué à L'Atelier, au théâtre des Quatre saisons, aux Ambassadeurs, dans Le Misanthrope et Le coup de Trafalgar. Il avait des dons d'imitateur inouïs qui faisaient chaque soir la joie des spectateurs, Chez Agnès Capri. Une belle carrière s'ouvrait devant lui... »

## Théâtre
- Œdipe roi  de Jean Cocteau au Théâtre Antoine (mise en scène de Jean Cocteau) _ rôle du Chœur  (juillet 1937).
- Le Misanthrope de Molière au théâtre des Ambassadeurs (mise en scène de Sylvain Itkine) - rôle de Clitandre (mai 1938).
- La Dame de bronze et le Monsieur de cristal d'Henri Duvernois (mise en scène d'Alice Cocéa) - rôle du prince (1938).